# Dinodes dives lusitanicus
Dinodes dives lusitanicus é uma subespécie de insetos coleópteros pertencente à família Carabidae.
A autoridade científica da subespécie é Wagner, tendo sido descrita no ano de 1932.
Trata-se de uma subespécie presente no território português.